# الفرع (مكيراس)

تعديل مصدري - تعديل

الفرع هي إحدى قرى عزلة مكيراس بمديرية مكيراس التابعة لمحافظة البيضاء، بلغ تعداد سكانها 171 نسمة حسب تعداد اليمن لعام 2004.